# Kristopher Turner
Kristopher Turner (nascido em 27 de setembro de 1980 em  Winnipeg, Manitoba, Canadá) é um ator canadense mais conhecido por interpretar o personagem Jamie Andrews na série adolescente da  CTV Instant Star.

## Videografia
- The Brotherhood III: Young Demons  (2002) - Lex
- The King of Siam  (2006) - Gary
- Without a Paddle: Nature's Calling [2](2009) - Zach
- A Wake  (2009) - Chad
- The Triumph of Dingus McGraw: Village Idiot  (2010) - Dingus McGraw

## TV
- 2030 CE  (2002) - Chief Trainer
- Fancy, Fancy Being Rich  (2002) - Drowned Man
- Everybody's Doing It  (2002) - Gus
- Renegadepress.com  (2004) - Zeke
- Dark Oracle  (2005–2006) - Omen
- Me and Luke  (2006) - Matt Blessing
- In God's Country  (2007) - Jamie
- Instant Star  (2004–2008) - Jamie Andrews
- An Old Fashioned Thanksgiving  (2008) - Gad Hopkins
- Murdoch Mysteries  (2009) - Sam Fineman
- Bloodletting & Miraculous Cures  (2010) - Winston
- Saving Hope (2012) - Gavin Murphy

## Teatro
- In Gabriel's Kitchen
- That Face